# Z-M Weapons LR 300
Le LR 300 est un fusil d'assaut de la petite firme américaine Z-M Weapons, une version améliorée de la vénérable carabine M4A1. 
Le LR 300 a été fabriqué de 2000 à 2007, date à laquelle tous les droits de fabrication ont été vendus à Para USA, la division américaine du fabricant de pistolet canadien Para-Ordnance Ltd.

Le LR 300 subit alors des modifications et est vendu aux États-Unis sous le nom de Para Tactical Target Rifle depuis le début de 2009.
La version originale du fusil LR-300 (LR comme Long Range) a été conçu par Alan Zitta comme une version améliorée du très connu et populaire M16/ AR-15. En fait, le LR-300 et le Para TTR utilise la même partie basse du corps de culasse que l'AR-15, seule la partie haute est différente et utilise un dispositif modifié breveté d'emprunt de gaz inspiré du principe des armes Stoner. 
Ce nouveau système d'emprunt des gaz, plus performant que le système original, permet de s'affranchir du mécanisme (ressort de compression) présent à l'intérieur des crosses fixes ou télescopiques. Le premier avantage est la fiabilité, et le deuxième est la possibilité d'utiliser des crosses repliables latéralement, donc plus compact.

L'arme possède donc l'avantage d'être extrêmement modulable, pratique aussi bien en Close Quarter Combat (CQC) que sur des distances d'engagement importantes. Elle est aussi gratifiée d'une fiabilité exemplaire et d'un contrôle aisé en tir automatique continu.
Z-M Weapons a destiné essentiellement ses fusils pour les militaires et des forces de l'ordre, en proposant des modèles LR-300-ML avec un canon court et un sélecteur de tir. Une version civile (en fonctionnement semi-automatique seulement) est également proposée au grand public, mais à des prix bien au-dessus de la moyenne des prix de l'AR-15. On ne sait pas encore au début de 2009 si le nouveau Para Tactical Target équipé ou non d'un sélecteur de tir sera également proposé aux militaires; actuellement les publicités de Para USA suggèrent que seules les armes semi-automatiques (ainsi que des kits de conversion de corps de culasse haut) seront disponibles, du moins au début.
Le LR-300-ML est équipé sur le sommet du corps de culasse d'un rail Weaver (Système de fixation par rail), lui permettant d'être utilisé avec plusieurs types de viseurs, optique ou non. La détente, la poignée de maintien, le bouton d'éjection du chargeur, ainsi que les autres commandes sont les mêmes que les fusils M16 et AR-15. Le canon est chromé et possède un taux de rotation de 1:9.